# FMS España 2019
La FMS España 2019 fue la tercera edición de la Freestyle Master Series en España, liga organizada por Urban Roosters, que inició el 27 de abril de 2019 y terminó el 21 de diciembre de 2019.
Chuty se coronaria tricampeón de FMS España luego de derrotar a Bnet en la gran final, en una batalla final por el título. Chuty era virtualmente campeón en la jornada 8 debido a la ausencia de Bnet en dicha jornada, pero Chuty decidió jugarse el campeonato en la última batalla sin importar el resultado.
En esta temporada debutaría Bnet y regresaría a la liga española el madrileño Mr.Ego, luego de su paso en el jurado de la anterior temporada 2018. Estos sustituyeron a los descenso de Hander y el retiro de Arkano.
En el jurado Noult y Babi serían nuevas incorporaciones, por la baja de Invert y el ascenso de Mr.Ego.
La temporada 2019 fue la primera de Verse como DJ, sustituyendo a DJ Sunshine que había ocupado esa función en las dos primeras temporadas.

## Formato de competición
El reglamento de esta temporada de FMS se puede resumir en 10 puntos principales:
- Victoria: 3 puntos.
- Victoria tras réplica: 2 puntos.
- Derrota: 0 puntos.
- Derrota tras réplica: 1 punto.
- La diferencia de PTB para la réplica era de 5 pts, de cada juez.
- El primer puesto se corona como campeón de la FMS.
- El puesto 9° y 10° descienden directamente
- El puesto 8° disputa una batalla eliminatoria contra el 3° puesto del ranking de ascenso, si gana, se mantiene, si pierde, desciende.
- Los ascensos se rigen según el ranking de ascenso de Urban Roosters.
- Del ranking de ascenso, el 1° y 2° puesto ascienden directamente.
- Los PTB de cada participante en una jornada se calculan sumando los PTB de los 5 jurados y descontando el puntaje más alto y el más bajo.

### Formato de batalla
- Easy Mode: Palabras cada 10 segundos. (60 segundos por MC)
- Hard Mode: Palabras cada 5 segundos. (60 segundos por MC)
- Temáticas: Temáticas 4 patrones ida y vuelta.
- Personajes contrapuestos: Ejemplo Pepsi vs Coca Cola, cada MC deberá defender su personaje y atacar al del rival. (En esta temporada si el MC se mete en el papel de su personaje recibirá un punto extra)
- Sangre: 60 segundos temática libre, 1 minuto de ataque y 1 minuto de respuesta por MC. (Se sumará un punto extra por respuesta en el minuto de respuesta de cada MC)
- Deluxe: 3 patrones a capela, luego 160 segundos libres 4x4.

## Participantes

### Ascensos y descensos
| Pos. | Descendidos |
| ---- | ----------- |
| 7.º  | Arkano      |
| 10.º | Hander      |

| Pos. | Ascendidos |
| ---- | ---------- |
| 1.º  | Bnet       |
| 2.º  | Mr. Ego    |

| 1. 2. |

### Participantes por comunidad
| Nombre | Comunidad            | Participación              |
| ------ | -------------------- | -------------------------- |
| Chuty  | Madrid               | Tercera (campeón defensor) |
| Skone  | Andalucía            | Tercera                    |
| Blon   | Cataluña             | Tercera                    |
| BTA    | Andalucía            | Tercera                    |
| Errecé | Comunidad Valenciana | Tercera                    |
| Zasko  | Comunidad Valenciana | Tercera                    |
| Walls  | Región de Murcia     | Tercera                    |
| Force  | Galicia              | Tercera                    |
| Bnet   | Madrid               | Debut                      |
| Mr.Ego | Madrid               | Segunda                    |

## Jueces, Host y DJ

### Jueces
- Kapo013
- Estrimo
- Soen
- Noult
- Babi

### Host
- Bekaesh

### DJ
- DJ Verse

## Clasificación
| Pos. | MC           | Puntos | G+3 | G+2 | D+1 | D+0 | PTB  |
| ---- | ------------ | ------ | --- | --- | --- | --- | ---- |
| 1    | Chuty (C)    | 25     | 8   | 0   | 1   | 0   | 3523 |
| 2    | Skone        | 21     | 5   | 3   | 0   | 1   | 3215 |
| 3    | Bnet         | 19     | 6   | 0   | 1   | 2   | 3233 |
| 4    | Blon         | 16     | 3   | 2   | 1   | 3   | 3037 |
| 5    | Errecé       | 12     | 3   | 1   | 1   | 4   | 2929 |
| 6    | Walls        | 11     | 3   | 0   | 2   | 4   | 3122 |
| 7    | Mr. Ego      | 10     | 1   | 2   | 3   | 3   | 2982 |
| 8    | Zasko Master | 8      | 1   | 2   | 1   | 5   | 2940 |
| 9    | Force        | 7      | 1   | 2   | 0   | 6   | 2682 |
| 10   | BTA          | 6      | 1   | 1   | 1   | 6   | 2858 |

| Fuente: Urban Roosters |

     — Campeón y clasificado a la Gran Final de FMS Internacional 2020      — Clasificados a la Gran Final de FMS Internacional 2020      — Play-off por la permanencia.      — Descendido de la liga.
| 1. 2. |

|               |
|               |
| Campeón Chuty |
| 3.er título   |

## Evolución de la clasificación
| Participantes | 1  | 2  | 3  | 4  | 5  | 6  | 7  | 8  | 9  |
| ------------- | -- | -- | -- | -- | -- | -- | -- | -- | -- |
| Chuty (C)     | 1  | 1  | 1  | 2  | 2  | 1  | 1  | 1  | 1  |
| Skone         | 3  | 3  | 4  | 4  | 3  | 3  | 3  | 3  | 2  |
| Bnet          | 2  | 2  | 2  | 1  | 1  | 2  | 2  | 2  | 3  |
| Blon          | 8  | 5  | 6  | 5  | 5  | 4  | 4  | 4  | 4  |
| Errecé        | 5  | 4  | 3  | 3  | 4  | 6  | 6  | 7  | 5  |
| Walls         | 7  | 7  | 5  | 6  | 7  | 8  | 7  | 5  | 6  |
| Mr.Ego        | 6  | 8  | 8  | 7  | 6  | 5  | 5  | 6  | 7  |
| Zasko         | 4  | 6  | 7  | 8  | 9  | 7  | 8  | 10 | 8  |
| Force         | 10 | 10 | 10 | 9  | 8  | 9  | 9  | 8  | 9  |
| BTA           | 9  | 9  | 9  | 10 | 10 | 10 | 10 | 9  | 10 |

| 1. 2. |

## Resultados
Leyendas     Victoria directa     Victoria con réplica     Derrota con réplica     Derrota directa     MVP
| Jornada 1 Pamplona 27 de abril de 2019 | Jornada 1 Pamplona 27 de abril de 2019 | Jornada 1 Pamplona 27 de abril de 2019 | Jornada 1 Pamplona 27 de abril de 2019 |
| Inicia                                 | Resultado                              | Termina                                | PTB                                    |
| -------------------------------------- | -------------------------------------- | -------------------------------------- | -------------------------------------- |
| BTA                                    | 0-3                                    | Chuty                                  | 343-400                                |
| Skone                                  | 2-1                                    | Mr. Ego                                | 362-355                                |
| Zasko                                  | 2-1                                    | Walls                                  | 355-339                                |
| Bnet                                   | 3-0                                    | Force                                  | 398-311                                |
| Errecé                                 | 2-1                                    | Blon                                   | 331-323                                |
| Chuty                                  |                                        |                                        |                                        |

| Jornada 2 Murcia 8 de junio de 2019 | Jornada 2 Murcia 8 de junio de 2019 | Jornada 2 Murcia 8 de junio de 2019 | Jornada 2 Murcia 8 de junio de 2019 |
| Inicia                              | Resultado                           | Termina                             | PTB                                 |
| ----------------------------------- | ----------------------------------- | ----------------------------------- | ----------------------------------- |
| Bnet                                | 3-0                                 | Mr. Ego                             | 374-318                             |
| Force                               | 0-3                                 | Blon                                | 321-371                             |
| Errecé                              | 3-0                                 | Zasko                               | 340-321                             |
| BTA                                 | 0-3                                 | Skone                               | 330-381                             |
| Chuty                               | 3-0                                 | Walls                               | 419-367                             |
| Chuty                               |                                     |                                     |                                     |

| Jornada 3 Bilbao 6 de julio de 2019 | Jornada 3 Bilbao 6 de julio de 2019 | Jornada 3 Bilbao 6 de julio de 2019 | Jornada 3 Bilbao 6 de julio de 2019 |
| Inicia                              | Resultado                           | Termina                             | PTB                                 |
| ----------------------------------- | ----------------------------------- | ----------------------------------- | ----------------------------------- |
| Force                               | 0-3                                 | Walls                               | 298-328                             |
| Chuty                               | 3-0                                 | Blon                                | 380-325                             |
| Skone                               | 0-3                                 | Bnet                                | 313-359                             |
| Mr. Ego                             | 2-1                                 | Errecé                              | 327-312                             |
| Zasko                               | 1-2                                 | BTA                                 | 407-387                             |
| Chuty                               |                                     |                                     |                                     |

| Jornada 4 Galicia 3 de agosto de 2019 | Jornada 4 Galicia 3 de agosto de 2019 | Jornada 4 Galicia 3 de agosto de 2019 | Jornada 4 Galicia 3 de agosto de 2019 |
| Inicia                                | Resultado                             | Termina                               | PTB                                   |
| ------------------------------------- | ------------------------------------- | ------------------------------------- | ------------------------------------- |
| Bnet                                  | 3-0                                   | BTA                                   | 371-334                               |
| Errecé                                | 3-0                                   | Walls                                 | 360-344                               |
| Skone                                 | 2-1                                   | Chuty                                 | 411-398                               |
| Mr. Ego                               | 1-2                                   | Blon                                  | 371-365                               |
| Force                                 | 3-0                                   | Zasko                                 | 355-323                               |
| Skone                                 |                                       |                                       |                                       |

| Jornada 5 Málaga 12 de octubre de 2019 | Jornada 5 Málaga 12 de octubre de 2019 | Jornada 5 Málaga 12 de octubre de 2019 | Jornada 5 Málaga 12 de octubre de 2019 |
| Inicia                                 | Resultado                              | Termina                                | PTB                                    |
| -------------------------------------- | -------------------------------------- | -------------------------------------- | -------------------------------------- |
| Chuty                                  | 3-0                                    | Errecé                                 | 349-289                                |
| Skone                                  | 3-0                                    | Zasko                                  | 381-325                                |
| BTA                                    | 1-2                                    | Force                                  | 280-279                                |
| Walls                                  | 1-2                                    | Mr. Ego                                | 323-320                                |
| Bnet                                   | 3-0                                    | Blon                                   | 335-320                                |
| Skone                                  |                                        |                                        |                                        |

| Jornada 6 Salamanca 27 de octubre de 2019 | Jornada 6 Salamanca 27 de octubre de 2019 | Jornada 6 Salamanca 27 de octubre de 2019 | Jornada 6 Salamanca 27 de octubre de 2019 |
| Inicia                                    | Resultado                                 | Termina                                   | PTB                                       |
| ----------------------------------------- | ----------------------------------------- | ----------------------------------------- | ----------------------------------------- |
| Chuty                                     | 3-0                                       | Force                                     | 400-269                                   |
| Zasko                                     | 2-1                                       | Bnet                                      | 362-344                                   |
| Skone                                     | 3-0                                       | Errecé                                    | 362-284                                   |
| Walls                                     | 0-3                                       | Blon                                      | 317-352                                   |
| BTA                                       | 0-3                                       | Mr. Ego                                   | 283-346                                   |
| Chuty                                     |                                           |                                           |                                           |

| Jornada 7 Asturias 16 de noviembre de 2019 | Jornada 7 Asturias 16 de noviembre de 2019 | Jornada 7 Asturias 16 de noviembre de 2019 | Jornada 7 Asturias 16 de noviembre de 2019 |
| Inicia                                     | Resultado                                  | Termina                                    | PTB                                        |
| ------------------------------------------ | ------------------------------------------ | ------------------------------------------ | ------------------------------------------ |
| Chuty                                      | 3-0                                        | Mr. Ego                                    | 391-288                                    |
| Errecé                                     | 0-3                                        | Bnet                                       | 305-351                                    |
| Walls                                      | 3-0                                        | BTA                                        | 424-285                                    |
| Blon                                       | 3-0                                        | Zasko                                      | 345-242                                    |
| Skone                                      | 3-0                                        | Force                                      | 331-248                                    |
| Walls                                      |                                            |                                            |                                            |

| Jornada 8 Barcelona 1 de diciembre de 2019 | Jornada 8 Barcelona 1 de diciembre de 2019 | Jornada 8 Barcelona 1 de diciembre de 2019 | Jornada 8 Barcelona 1 de diciembre de 2019 |
| Inicia                                     | Resultado                                  | Termina                                    | PTB                                        |
| ------------------------------------------ | ------------------------------------------ | ------------------------------------------ | ------------------------------------------ |
| Skone                                      | 2-1                                        | Blon                                       | 327-310                                    |
| Chuty                                      | 3-0                                        | Zasko                                      | 391-334                                    |
| Walls                                      | 3-0                                        | Bnet                                       | 349-362                                    |
| Mr. Ego                                    | 1-2                                        | Force                                      | 301-303                                    |
| BTA                                        | 3-0                                        | Errecé                                     | 310-290                                    |
| Chuty                                      |                                            |                                            |                                            |

| Final Madrid 21 de diciembre de 2019 | Final Madrid 21 de diciembre de 2019 | Final Madrid 21 de diciembre de 2019 | Final Madrid 21 de diciembre de 2019 |
| Inicia                               | Resultado                            | Termina                              | PTB                                  |
| ------------------------------------ | ------------------------------------ | ------------------------------------ | ------------------------------------ |
| Walls                                | 0-3                                  | Skone                                | 331-347                              |
| Mr. Ego                              | 0-3                                  | Zasko                                | 271-356                              |
| Blon                                 | 3-0                                  | BTA                                  | 326-306                              |
| Force                                | 0-3                                  | Errecé                               | 298-339                              |
| Bnet                                 | 0-3                                  | Chuty                                | 339-395                              |
| Chuty                                |                                      |                                      |                                      |

| 1. 2. 3. 4. 5. 6. 7. 8. 9. 10. |

## Exhibiciones
Durante la temporada se disputaron cuatro batallas de exhibición, dos de las cuales debido ausencias de uno o más participantes.
En la jornada 3 se enfrentaron Sweet Pain y Tirpa debido a la ausencia de Zasko y BTA.
En la jornada 6 se dio el enfrentamiento entre el argentino Zaina y Gazir, dos jóvenes promesas de a disciplina.
En la jornada 7, debido a la baja de última hora de Skone, Force se enfrentó al asturiano Botta.
La última batalla de exhibición de la temporada se dio en la jornada 8, siendo el duelo entre Mnak y Sweet Pain, los cuales lideraban en ranking de ascenso en ese momento.
| Exhibiciones FMS España 2019                 | Exhibiciones FMS España 2019 | Exhibiciones FMS España 2019 | Exhibiciones FMS España 2019 | Exhibiciones FMS España 2019 |
| Jornada y Fecha                              | Inicia                       | Resultado                    | Termina                      | PTB                          |
| -------------------------------------------- | ---------------------------- | ---------------------------- | ---------------------------- | ---------------------------- |
| Jornada 3 Bilbao 6 de julio de 2019.         | Sweet Pain                   | 0-3                          | Tirpa                        | 261-295                      |
| Jornada 6 Salamanca 27 de octubre de 2019.   | Zaina                        | 0-3                          | Gazir                        | 351-389                      |
| Jornada 7 Asturias 16 de septiembre de 2019. | Botta                        | S/R                          | Force                        |                              |
| Jornada 8 Barcelona 1 de diciembre de 2019.  | Mnak                         | S/R                          | Sweet Pain                   |                              |

| 1. |

## Play Off de ascenso
El Play Off se disputó el 1 de marzo en Pamplona, luego de que finalizara la Copa Federación España que definió los dos ascensos y el participante del Play Off. Force disputó el Play Off contra Gazir, que ocupó el tercer puesto en el ranking de ascenso, cayendo derrotado y sellando su descenso de la liga.
| Play Off de ascenso Pamplona 1 de marzo de 2020 | Play Off de ascenso Pamplona 1 de marzo de 2020 | Play Off de ascenso Pamplona 1 de marzo de 2020 | Play Off de ascenso Pamplona 1 de marzo de 2020 |
| Inicia                                          | Resultado                                       | Termina                                         |                                                 |
| ----------------------------------------------- | ----------------------------------------------- | ----------------------------------------------- | ----------------------------------------------- |
| Force                                           | 0-3                                             | Gazir                                           |                                                 |

## Récords y estadísticas
- Batalla más vista: Bnet vs Chuty - Jornada final (7,4 millones).
- Batalla menos vista: BTA vs Errecé - Jornada 8 (81 mil).
- Mayor diferencia de PTB en una batalla: Walls a BTA en la jornada 7 con 139 PTB´s de diferencia.
- Menor diferencia de PTB en una batalla: BTA a Force en la jornada 5 con 1 PTB de diferencia.
- MC con más victorias: Chuty (8).
- MC con más victorias directas: Chuty (8).
- MC con más victorias en réplica: Skone (3).
- MC con más derrotas: BTA (7).
- MC con más derrotas directas: Force y BTA (6).
- MC con más derrotas en réplica: Mr. Ego (3).